# NGC 6412
NGC 6412 (другие обозначения — UGC 10897, ZWG 356.4, MCG 13-12-26, VV 444, ZWG 355.34, Arp 38, KAZ 146, IRAS17313+7544, KARA 813, PGC 60393) — спиральная галактика с перемычкой (SBc) в созвездии Дракон.
Этот объект входит в число перечисленных в оригинальной редакции «Нового общего каталога», а также включён в атлас пекулярных галактик.